# Ahvaz
Ahvaz (persană: اهواز) este un oraș din sud-vestul Iranului și capitala provinciei Khuzestan. Are o populație de aproximativ 1,3 milioane, compusă din diverse grupuri etnice: persani, arabi, luri (bakhtiari) etc.
Prin Ahvaz trece Karun, singurul râu navigabil din Iran.